# Chionaema karenkonis
Chionaema karenkonis là một loài bướm đêm thuộc phân họ Arctiinae, họ Erebidae.